# 古賀市
古賀市（日语：／ Koga shi */?）是位于福岡縣西北部的一個城市，日語讀音與茨城縣的古河市同樣都為「Koga-shi」。當地距離福岡市約15公里，為福岡都市圏的一部份，屬於福岡市的通勤城市。
西側面像玄界灘，主要為松原與沙丘地形，北部與南部為丘陵地，東部則為山區。

## 歷史

### 年表
- 1889年4月1日：實施町村制，現在的轄區在當時分屬：糟屋郡席內村、小野村、青柳村。
- 1938年4月17日：席內村改制並改名為古賀町。
- 1955年4月1日：古賀町、小野村、青柳村合併為新設置的古賀町。
- 1997年10月1日：改制為古賀市。

### 變遷表
| 1889年以前 | 1889年4月1日 | 1889年 - 1944年                  | 1945年 - 1954年                  | 1955年 - 1989年     | 1989年 - 現在        | 現在                 |
| ---------- | ------------ | -------------------------------- | -------------------------------- | ------------------- | -------------------- | -------------------- |
|            | 席內村       | 1938年4月17日 改制並改名為古賀町 | 1938年4月17日 改制並改名為古賀町 | 1955年4月1日 古賀町 | 1997年10月1日 古賀市 | 1997年10月1日 古賀市 |
|            | 青柳村       |                                  |                                  | 1955年4月1日 古賀町 | 1997年10月1日 古賀市 | 1997年10月1日 古賀市 |
|            | 小野村       |                                  |                                  | 1955年4月1日 古賀町 | 1997年10月1日 古賀市 | 1997年10月1日 古賀市 |

## 交通

### 鐵路
- 九州旅客鐵道
  - 鹿兒島本線：鹿部車站 - 古賀車站 - 千鳥車站

### 廢止鐵路
- 西日本鐵道
  - 宮地岳線：花見車站 - 西鐵古賀車站 - 古賀高爾夫球場場前車站

### 道路

#### 高速道路
- 九州自動車道
  - 古賀IC

#### 一般國道
- 國道3號
- 國道495號

#### 主要地方道
- 福岡縣道35號筑紫野古賀線

### 巴士
- 西鐵巴士宗像

## 教育

### 大學
- 福岡女學院看護大學

### 高等學校
- 福岡縣立玄界高等學校
- 福岡縣公立古賀竟成館高等學校

## 本地出身之名人
- 酒井志穂：游泳選手
- 吉村裕基：職業棒球選手
- 篠塚廣夢：漫畫家、魔法咪路咪路的原作
- 博多大吉：漫才師
- 中島卓偉：創作歌手
- YUI：創作歌手

## 外部連結
- （日語） 古賀市商工會 （页面存档备份，存于）